# Acacia viscifolia
Acacia viscifolia är en ärtväxtart som beskrevs av Joseph Henry Maiden och William Faris Blakely. Acacia viscifolia ingår i släktet akacior, och familjen ärtväxter. Inga underarter finns listade i Catalogue of Life.